# Джеймс Майкл Тайлер
Джеймс Майкл Тайлер (англ. James Michael Tyler, 28 травня 1962, Вайнона, Міссісіпі — 24 жовтня 2021, Лос-Анджелес, Каліфорнія) — американський актор, найбільш відомий за роллю Ґа́нтера в серіалі «Друзі».

## Біографія
Джеймс Майкл Тайлер, молодший з шести дітей, народився 28 травня 1962 року у Вайноні, штат Міссісіпі, США. Його батько був капітаном ВПС у відставці, а мати — домогосподаркою. Коли Тайлеру було 11 років, його батьки померли, і він переїхав до Андерсон, штат Південна Кароліна, щоб жити з сестрою. Там він закінчив дворічну програму в місцевому коледжі Андерсона (зараз — Університет Андерсона). Потім він навчався в університеті Клемсон, який закінчив зі ступенем по геології. Під час навчання був членом студентського театру, тому вирішив стати актором. Отримав ступінь магістра витончених мистецтв в Університеті Джорджії в 1987 році.
У 1988 році він переїхав в Лос-Анджелес і став асистентом продюсера і помічником монтажера фільму «Товстун і Малюк». Тайлер одружився з особистою тренеркою Барбарою, вони живуть в Голлівуді. Тайлер захоплюється музикою, грою в теніс, гольфом і бігом підтюпцем.

## Фільмографія
| Рік       |    | Українська назва         | Оригінальна назва         | Роль                  |
| --------- | -- | ------------------------ | ------------------------- | --------------------- |
| 1992      | кф |                          | The Roommate              | клієнт у барі         |
| 1994—2004 | с  | Друзі                    | Friends                   | Ґа́нтер (148 епізодів) |
| 1997      | ф  | Готель пристрасті        | Motel Blue                | Оскар Бевінс          |
| 1998      | кф | Невдалий вечеря          | The Disturbance at Dinner | Вілсон                |
| 1999      | ф  | Листи здалеку            | Foreign Correspondents    | Ренді                 |
| 2000      | с  | Журнал мод               | Just Shoot Me!            | доктор                |
| 2001      | с  | Сабріна — юна відьма     | Sabrina the Teenage Witch | Ітан                  |
| 2005      | с  | Клініка                  | Scrubs                    | терапевт              |
| 2008      | кф | Життя з цим              | Live with It              | Ендрю                 |
| 2009      | ф  | Велика проблема Джейсона | Jason's Big Problem       | Блейн                 |
| 2012      | с  | Розділи                  | Episodes                  | Джеймс Майкл Тайлер   |
| 2021      | тф | Друзі: Возз'єднання      | Friends                   | Ґа́нтер                |